# Anne-Laure Amilhat Szary
Anne-Laure Amilhat Szary, née en 1970, est une géographe française spécialiste de géographie politique et de la question des frontières. Elle popularise les travaux sur les frontières avec les concepts de « frontière mobile » ou de « frontiérités ». Elle est membre honoraire de l'Institut universitaire de France et ancienne directrice du laboratoire de sciences sociales Pacte à Grenoble.

## Biographie
Anne-Laure Amilhat Szary fait ses études à l’École normale supérieure de Fontenay-Saint-Cloud et obtient en 1994 l’agrégation de géographie. En 1999 elle soutient sa thèse La région, paradoxe territorial néolibéral ? sous la direction de Claude Bataillon. La même année elle devient maîtresse de conférences en géographie à l’université Joseph Fourier, puis en 2012 professeure à l’université Grenoble-Alpes.
Elle est membre junior de l’Institut universitaire de France de 2010 à 2015.

## Travaux
La thèse d'Anne-Laure Amilhat Szary est consacrée aux questions de développement et de gouvernance territoriale au Chili post-Pinochet. Ce travail analyse les réformes territoriales réalisées sous la dictature et les possibilités d’une « récupération territoriale » par la démocratie au début des années 1990,. À travers ses publications sur l’économie minière et sur les façons dont les périphéries s’intègrent dans la globalisation, elle ouvre des pistes plus théoriques sur la gouvernance territoriale et la paradiplomatie,.

### Développement des études sur les frontières en France
À la suite de ses terrains en Amérique latine, elle s'intéresse aux questions des frontières en Europe. Ses recherches mettent en avant comment les frontières peuvent avoir à la fois des processus d’ouverture et de fermeture simultanés. Elle nuance les phénomènes de déterritorialisation et re-territorialisation (debordering-rebordering).

### Concepts de frontière mobile et de frontiérités
Ses analyses l’ont amenée à développer l’expression « frontière mobile » (en anglais « mobile borders »). Cette notion exprime les transformations des limites territoriales dans un monde de flux où les limites internationales ne sont plus uniquement géographiques. Le contrôle aux frontières se déroule aussi ailleurs qu'aux frontières physiques des pays. Elles sont repoussées, projetées, multipliées ou diffusées dans l’espace.
Elle développe avec Frédéric Giraut la notion de « frontiérités » (en anglais « borderities »). À travers ce néologisme, Amilhat Szary et Giraut montrent comment les définitions de l’État, du territoire et de la frontière fonctionnent le plus souvent de manière tautologique : un terme est expliqué par les deux autres,. Pour Amilhat Szary et Giraut les frontières contemporaines s'individualisent, avec autant de multiples règles que d'expériences individuelles,. Elles fonctionnent désormais comme des lieux de tri des flux de personnes et de biens. Leurs analyses révèlent que les sujets politiques peuvent être à la fois dotés et privés de pouvoir aux frontières. Cette approche ouvre une façon de penser les frontières à la fois comme site d’expression du pouvoir et du contre-pouvoir.
Ces recherches contribuent au développement des border studies en France. Son expertise sur les frontières est sollicitée régulièrement par Le Monde, Radio Canada, France Culture,,, France inter, Libération,,, La Croix, Arte ou RFI.

### Travaux sur les interactions entre espace et art
Dans la continuité de son travail sur les frontières, Anne-Laure Amilhat Szary fait partie du groupe fondateur de lantiAtlas Journal et de lantiAtlas des frontières. Ce collectif articule recherche et création artistique pour aborder les mutations des frontières et des espaces des sociétés contemporaines. Plusieurs expositions en découlent, organisées dans cinq pays. Avec la chercheuse Sarah Mekdjian, elle créé des ateliers de cartographie participative avec les personnes migrantes. Ce format cherche à innover dans la production scientifique,.

## Fonctions administratives
De 2016 à 2020, Anne-Laure Amilhat Szary est élue membre du Conseil national des universités et participe comme experte à l'évaluation de la recherche française. Elle est nommée en 1er septembre 2016 directrice du Laboratoire Pacte et est renouvelée à ce poste au 1er janvier 2021. Elle quitte ces fonctions au 1er janvier 2022.

### Affaire de Science Po Grenoble
En décembre 2020, les compétences scientifiques d'une membre du laboratoire[réf. nécessaire] Pacte sont critiquées en interne. Anne-Laure Amilhat Szary intervient en tant que directrice du laboratoire dans une communication interne rappelant la validité scientifique des travaux de sciences sociales[source insuffisante]. Elle ajoute que « l’instrumentalisation politique de l’islam et la progression des opinions racistes dans notre société légitiment la mobilisation du terme islamophobie dans le débat scientifique et public. » Entretemps, les noms des deux enseignants concernés par des accusations d'islamophobie sont « jetés en pâture » et ceux-ci doivent être placés sous protection policière. En mars 2021, devenue l'affaire d'accusation d'islamophobie de Science Po Grenoble, le communiqué et le nom d'Anne-Laure Amilhat Szary sont cités dans plusieurs médias. À la suite de cette mention, elle fait l'objet de messages haineux, ce qui conduit à un dépôt de plainte pour diffamation, diffamation sexiste, cyberharcèlement et menaces de mort,. Les dix accusés, dont un seul avait moins de cinquante ans, se sont révélés être des sympathisants des partis Reconquête et Rassemblement national, motivés par des accusations de Caroline Fourest et de Pascal Praud. Reconnus coupables de harcèlement, ils ont été condamnés à payer collectivement à la victime 4 000 euros pour préjudice moral et 1 500 euros pour ses frais d’avocat. Les deux journalistes n'ont pas été inquiétés.

## Hommages et distinctions
- Chercheuse invitée à l’Université de Victoria ;
- Membre honoraire de l'Institut universitaire de France (2010-2015)[1].

## Principales publications

### Livres
- Anne-Laure Amilhat Szary, Grégory Hamez, Frontières - Capes-Agrégation Histoire-Géographie, Armand Colin, 25 novembre 2020, 384 p. (ISBN 220062977X)
- Anne-Laure Amilhat Szary, Géopolitique des frontières : Découper la terre, imposer une vision du monde, Editions Le Cavalier Bleu, 19 novembre 2020, 216 p. (ISBN 979-1031803791)
- Virginie Baby-Collin, Jacques Chevalier, Anne-Laure Amilhat Szary, Martine Guibert, Élodie Salin, Hervé Théry, Marie-Gabrielle Lachmann, Marie-Carmen Macias, Jean-Yves Piboubès, Frédéric Leriche, Géopolitique des Amériques, Nathan, 24 mai 2017, 384 p.
- Anne-Laure Amilhat Szary, Naïma Ghermani, Myriam Houssay-Holzschuch, Sarah Mekdjian, Histoires de frontières : Une enquête sud-africaine, Manuella Editions, 13 octobre 2017, 192 p. (ISBN 978-2917217894)
- Anne-Laure Amilhat Szary, Qu'est-ce qu'une frontière aujourd'hui ?, PUF, 19 mars 2015, 142 p. (ISBN 978-2130651635)

- (en) Anne-Laure Amilhat Szary, Frédéric Giraut, Borderities and the Politics of Contemporary Mobile Borders, Palgrave Macmillan, 2015, 325 p. (ISBN 978-1-137-46884-0)
- Anne-Laure Amilhat Szary, Marie-Christine Fourny, Après les frontières, avec la frontière : Nouvelles dynamiques transfrontalières en Europe, Editions de l'Aube, 29 septembre 2006, 169 p.

### Articles scientifiques
- Anne-Laure Amilhat Szary, « Ruralité, ethnieité et montagne : Le référent andin dans le projet de territoire « aymaras sin frontera » », Revue de Géographie Alpine, vol. 97, no 2,‎ 2009, p. 137-148
- Anne-Laure Amilhat Szary, « L'intégration continentale aux marges du MERCOSUR : les échelles d'un processus transfrontalier et transandin », Revue de Géographie Alpine, vol. 91, no 3,‎ septembre 2003, p. 47-56 (DOI 10.3406/rga.2003.2249)